# ダイアン・パーキンソン
ダイアン・パーキンソン（Dian Parkinson、1944年11月30日 - ）は、アメリカ合衆国の元モデル・女優。1975年から1993年にかけてテレビのゲームショー「ザ・プライス・イズ・ライト（The Price Is Right）」のモデルをつとめる。ミス・ワールド1965で準優勝したことで知られる。

## 経歴
1944年11月30日、ノースカロライナ州ジャクソンビルに生まれる。出生名Dianna Lynn Batts。
1965年、当時バージニア州フォールズチャーチ在住の彼女はMiss District of Columbia USAで優勝する。Diana Batts名義で（ミス・ユニバースの国内大会である）Miss USA 1965に出場、総合第五位を獲得。
同じ年、（ミス・ワールドの国内大会である）Miss USA World 1965で優勝、Dianne Lyn Batts名義でミス・ワールド1965に出場、準優勝。彼女のプロモーターのAlfred Patricelliはこの結果についてOttawa Citizen紙に不満を漏らした:「ダイアンの勝利は十分に予想の範囲だった。しかし5年間で3人の英国代表が優勝ってなんや。今回の出来事は莫大なリスクをともなうことになろう」。なお、主催者側スポークスマンによると、9人の審査員のうち5人が優勝者レズリー・ラングリーに1位の票を投じた。
1965年中はボブ・ホープのUSOツアーに参加。また、ボブ・ホープ・クラシック（現・ヒューマナ・チャレンジ）のQueenを務める。
1975年から1993年にかけてテレビのゲームショー「ザ・プライス・イズ・ライト」のモデルをつとめる。最後の出演となった1993年6月18日の放送で、司会のボブ・バーカーは、（ダイアンは）他に大事なことができたので卒業すると発表した。翌1994年、彼女はロサンゼルス郡上級裁判所（Los Angeles Superior Court）にバーカーを提訴した（事件番号:BC106366）。番組から降板させると脅されて3年にわたってバーカーから性的関係を強要されたと主張。バーカーはセクハラの事実を否認。1995年4月、訴訟費用の負担が重すぎる、また健康にも影響が出ているとしてダイアンは本件訴えを取り下げる。

## フィルモグラフィ
- 1975:The Mary Tyler Moore Show（シチュエーション・コメディ）
- 1978: Vega$（ドラマ）
- 1993:Playboy Celebrity Centerfold: Dian Parkinson（ビデオ）[9]
- 1994:Space Ghost: Coast to Coast（トークショー）